# رايف دي أركينو
رايف دي أركينو ( فيريوليان: رايفز داركجان) هي كومونا (بلدية) في مقاطعة أوديني في منطقة فريولي-فينيسيا جوليا الإيطالية، تقع على بعد حوالي 80 كيلومتر (50 ميل) شمال غرب ترييستي وحوالي 15 كيلومتر (9 ميل) شمال غرب أوديني. اعتباراً من 31 ديسمبر 2004، بلغ عدد سكانها 2,363 نسمة ومساحتها 22.5 كيلومتر مربع (8.7 ميل2) . 
تحد رايف دي أركانو البلديات التالية: كولوريدو دي مونتي ألبانو و كوزيانو ودينيانو وفيجاجنا وماجانو وسان دانييل ديل فريولي وسان فيتو دي فيجاجنا.